# Án lệ 46/2021/AL
Án lệ 46/2021/AL về việc xác định tình tiết định khung hình phạt "Đối với trẻ em mà người phạm tội có trách nhiệm giáo dục" trong tội "Dâm ô đối với trẻ em" là án lệ công bố thứ 46 thuộc lĩnh vực hình sự của Tòa án nhân dân tối cao tại Việt Nam, được Hội đồng Thẩm phán thông qua, Chánh án Nguyễn Hòa Bình ra quyết định công bố ngày 31 tháng 12 năm 2021, và có hiệu lực cho tòa án các cấp trong cả nước nghiên cứu, áp dụng trong xét xử từ ngày 1 tháng 2 năm 2022. Án lệ 46 dựa trên nguồn là Quyết định giám đốc thẩm số 12 ngày 7 tháng 8 năm 2020 của Hội đồng Thẩm phán Tòa án nhân dân tối cao về vụ án hình sự dâm ô đối với trẻ em, nội dung xoay quanh các vấn đề tội dâm ô với trẻ em dưới 16 tuổi, mối quan hệ giữa giáo viên với học sinh và người phạm tội chịu trách nhiệm ngành giáo dục. Án lệ này do Hội đồng xét xử giám đốc thẩm của chính vụ án này đề xuất.
Trong vụ việc, một nam giáo viên trường phổ thông ở tỉnh Gia Lai quen biết với học sinh 15 tuổi ở trong trường, trong quá trình tiếp xúc thì đã có những hành động tác động tới cơ thể của cô gái đó với mục đích thỏa mãn tình dục của bản thân. Sau đó, người này bị tố cáo rồi bị khởi tố, truy tố, dẫn tới một vụ án về tội dâm ô với trẻ em. Quá trình tố tụng trải qua các giai đoạn xét xử sơ thẩm, phúc thẩm, rồi kháng nghị và giám đốc thẩm đều hai lần, từ cơ quan tư pháp địa phương cho đến trung ương. Đây là một vụ án gây thu hút cộng đồng, xã hội về việc nhận định hình phạt về tội dâm ô lẫn nhiệm vụ, trách nhiệm và đạo đức của giáo viên trong ngành giáo dục Việt Nam. Quan điểm kháng nghị, giám đốc thẩm của Viện kiểm sát, Hội đồng thẩm phán được chọn làm án lệ để xác định khung hình phạt đối với bị cáo liên quan tới nghề nhà giáo.

## Nội dung vụ án
Tại Trường Trung học phổ thông Lê Quý Đôn, huyện Chư Prông, tỉnh Gia Lai có Đinh Quang Dân là giáo viên bộ môn Địa lý, Nguyễn Thị T (gọi tắt: em T, hoặc cô bé) là học sinh lớp 10, hai người quen biết nhau từ trước. Cụ thể là ngày 26 tháng 3 năm 2017, Dân xuống khu học sinh dân tộc nội trú nhờ học sinh nam chặt chuối giúp ở phía sau khu tập thể, gặp em T chơi ở phòng các học sinh nữ và biết cô bé đang học lớp 10, rồi từ đó hai người thường hay nhắn tin cho nhau. Khoảng 7 giờ 30 phút ngày 2 tháng 4 năm 2017, em T sử dụng điện thoại nhắn tin cho Quang Dân và hẹn xuống phòng của Dân chơi. Sau khi hẹn, cô bé đi bộ đến phòng của Dân ở khu tập thể giáo viên, tại căn phòng này, do ngại có người đi ngang qua nên Dân đóng cửa rồi cầm tay để xem chỉ tay.
Lúc này, chuỗi các tình tiết diễn ra, Dân đưa tay khoác vai, ôm eo, thấy không phản ứng nên nảy sinh ý định muốn gần gũi với cô bé để thoả mãn nhu cầu cá nhân. Dân hôn cô bé, kéo nằm xuống giường và nằm cùng rồi tiếp tục hôn, dùng tay sờ bụng, sờ ngực, sau đó dùng tay mở khuy quần và kéo khoá quần cô bé xuống. Dân đưa tay trái của mình sờ vào bộ phận sinh dục của em T, cô bé không đồng ý nên kéo tay Dân ra và kéo khoá quần lên. Thời điểm này, Dân tiếp tục kéo khoá quần của cô bé xuống và tụt phần phía trước quần Dân đang mặc xuống để lộ một phần dương vật ra ngoài, chạm vào hông của em T, cô bé đẩy ra thì quần của Dân tự bật lên, đẩy dương vật vào trong quần. Dân tiếp tục ngồi lên đùi cô bé, dùng hai tay xoa vào má em T thì cô bé đẩy ra và đứng dậy sửa lại tóc, quần áo đòi về. Dân đi đến phía sau ôm cô bé rồi mở cửa cho cô bé về.
Sau đó, khi về nhà, cô bé kể lại cho gia đình biết chuyện bị Dân xâm hại tình dục. Ngày 3 tháng 4 năm 2017, mẹ cô bé là Trần Thị H tố cáo hành vi của Đinh Quang Dân, và Công an huyện Chư Prông đã bắt giam Quang Dân, Viện kiểm sát huyện truy tố, mở phiên tòa. Ngày 7 tháng 7, Trung tâm Giám định pháp y tỉnh Gia Lai kết luận giám định pháp y rằng cô bé không bị tổn hại cơ thể.

## Xét xử các giai đoạn

### Giai đoạn đầu
Ngày 2 tháng 10 năm 2017, Toà án nhân dân huyện Chư Prông mở phiên hình sự sơ thẩm tại trụ sở tòa ở đường Nguyễn Trãi, thị trấn Chư Prông tuyên bị cáo Nguyễn Quang Dân phạm tội dâm ô với trẻ em, có giảm nhẹ hình phạt diện người phạm tội lần đầu, có ăn năn hối cải, là người có thành tích xuất sắc trong công tác giáo dục, xử phạt 7 tháng tù. Cùng ngày, Dân kháng cáo xin giảm nhẹ hình phạt và xin hưởng án treo. Ngày 29 tháng 12 cùng năm, Toà án nhân dân tỉnh Gia Lai mở phiên hình sự phúc thẩm tại trụ sở ở số 5 đường Lý Thái Tổ, phường Diên Hồng, thành phố Pleiku, tuyên sửa án sơ thẩm chấp nhận kháng cáo của bị cáo Dân, giảm án dưới dạng bị cáo là con của liệt sĩ, vẫn là 7 tháng tù nhưng cho phép hưởng án treo.
Ngày 6 tháng 4 năm 2018, Viện trưởng Viện kiểm sát nhân dân cấp cao tại Đà Nẵng Nguyễn Quang Dũng có kháng nghị, đề nghị huỷ bản án hình sự sơ thẩm và bản án hình sự phúc thẩm vì cho rằng hành vi phạm tội của Đinh Quang Dân phải được xét xử với tình tiết định khung tăng nặng bởi mối quan hệ giữa bị cáo và người bị hại, cụ thể bị cáo là giáo viên, bị hại là người mà bị cáo có trách nhiệm giáo dục nhưng lại dâm ô. Ngày 23 tháng 10 năm 2018, Tòa án nhân dân cấp cao tại Đà Nẵng mở phiên giám đốc thẩm tại trụ sở ở số 372 đường Núi Thành, phường Hoà Cường Bắc, quận Hải Châu, và trong phiên này, Ủy ban Thẩm phán nhận định rằng tình tiết người có trách nhiệm giáo dục được hiểu là thầy cô giáo trực tiếp giảng dạy hoặc là giáo viên chủ nhiệm đối với người bị hại. Trong vụ án này, bị cáo là giáo viên, em T là học sinh, tuy nhiên cả hai không có mối quan hệ thầy trò trực tiếp nên không áp dụng tình tiết đó để xử phạt, tuyên giữ nguyên bản án hình sự phúc thẩm, không chấp nhận kháng nghị của Viện trưởng.

### Kháng nghị lần hai
Nội dung chung của án lệ từ nhận định của Hội đồng Thẩm phán, nhất trí với kháng nghị của Viện trưởng tối cao.
Ngày 23 tháng 10 năm 2019, tròn một năm sau phiên giám đốc thẩm, Viện trưởng Viện kiểm sát nhân dân tối cao Lê Minh Trí kháng nghị quyết định giám đốc thẩm trước đó của Tòa cấp cao tại Đà Nẵng, và cả bản án hình sự phúc thẩm của Toà án Gia Lai. Kháng nghị đề nghị Hội đồng Thẩm phán Tòa án nhân dân tối cao xét xử theo thủ tục giám đốc thẩm huỷ tất cả các quyết định, bản án từng có trong vụ án này để xét xử sơ thẩm lại theo đúng quy định của pháp luật.
Trong kháng nghị, Viện trưởng đưa ra các nhận định về vụ án. Trước hết, Viện trưởng cho rằng lập luận của Tòa cấp cao tại Đà Nẵng về việc bị cáo Dân và bị hại không có mối quan hệ thầy trò là sai lầm nghiêm trọng trong việc áp dụng Bộ luật Hình sự, bởi vì bị cáo Dân là giáo viên bộ môn Địa lý của trường, nơi bị hại đang là học sinh. Viện trưởng viện dẫn quy phạm pháp luật là thông tư của Bộ Giáo dục và Đào tạo về nhiệm vụ và trách nhiệm của giáo viên, lập luận rằng hành vi phạm tội của Dân đã ảnh hưởng nghiêm trọng đến uy tín của toàn thể giáo viên trường. Vì vậy, hành vi phạm tội phải bị khởi tố, xét xử với tình tiết định khung đối với trẻ em mà người phạm tội có trách nhiệm giáo dục, như Viện trưởng cấp cao Đà Nẵng đã kháng nghị.
Bên cạnh đó, Viện trưởng cho rằng Toà án Chư Prông xử phạt Dân 7 tháng tù là không đúng với tính chất, mức độ nguy hiểm của hành vi mà bị cáo đã thực hiện. Bản án phúc thẩm và quyết định giám đốc thẩm áp dụng thêm tình tiết giảm nhẹ cũng là không đúng vì bố của bị cáo không phải là liệt sĩ, đồng thời cho bị cáo hưởng án treo là chưa đáp ứng yêu cầu đấu tranh đối với loại tội phạm xâm phạm tình dục trẻ em đang diễn biến phức tạp và được dư luận xã hội đặc biệt quan tâm lúc bấy giờ.

## Giám đốc thẩm
Ngày 7 tháng 8 năm 2020, với yêu cầu kháng nghị của Viện trưởng tối cao và sự nhất trí của Viện Kiểm sát, Hội đồng Thẩm phán đã mở phiên xét xử giám đốc thẩm tại trụ sở tòa ở số 48 đường Lý Thường Kiệt, quận Hoàn Kiếm, Hà Nội. Tại phiên tòa giám đốc thẩm, đại diện Viện kiểm sát đề nghị Hội đồng Thẩm phán chấp nhận kháng nghị của Viện trưởng về việc hủy tất cả các quyết định giám đốc thẩm, bản án sơ thẩm, phúc thẩm trong vụ án này, xét xử sơ thẩm lại.

### Nhận định của tòa án

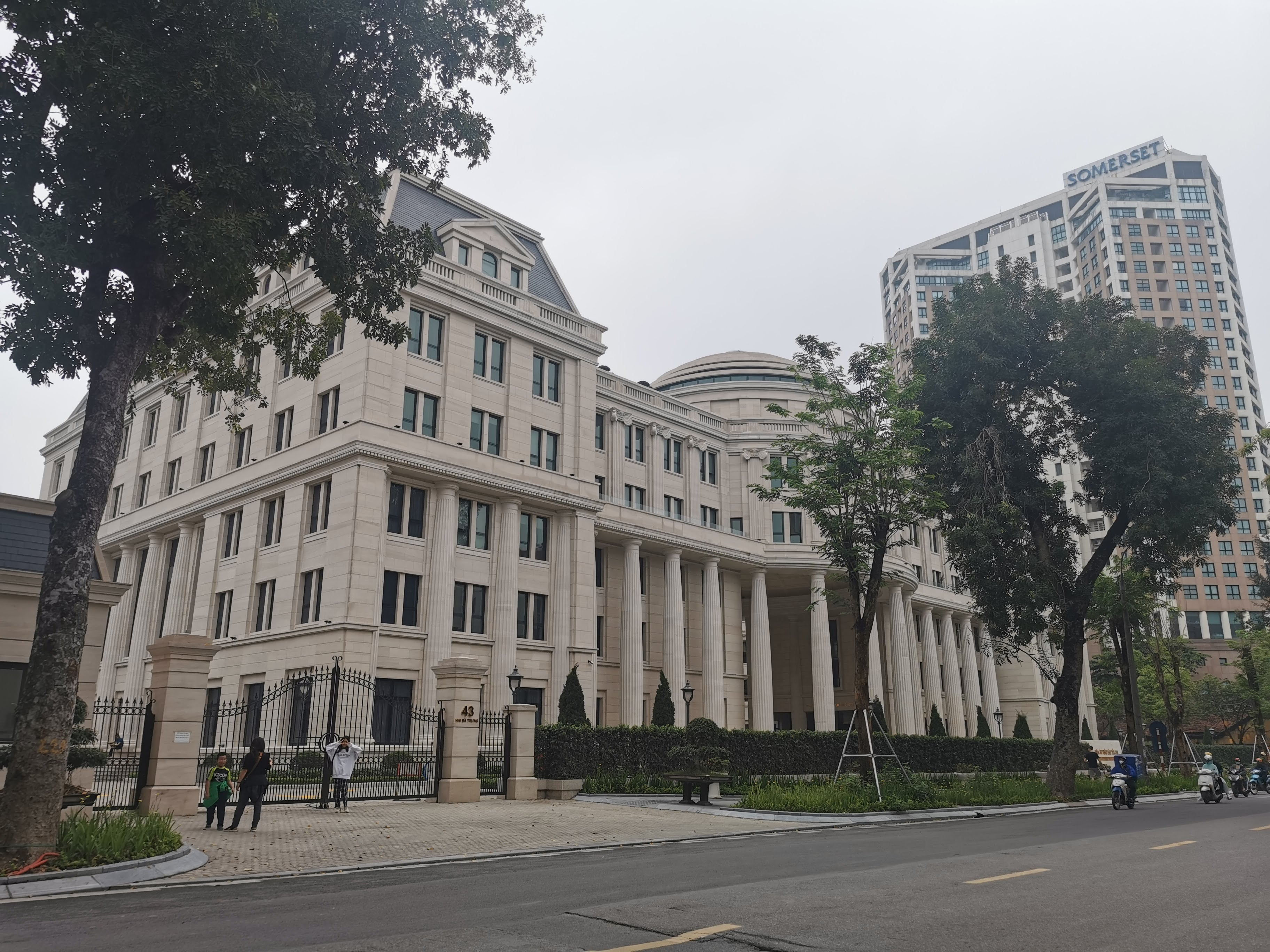
Trụ sở Tòa án nhân dân tối cao, nơi diễn ra phiên giám đốc thẩm vụ án này.

Trong phiên giám đốc thẩm, Hội đồng xét xử có những nhận định về vụ án. Căn cứ vào các tài liệu có trong hồ sơ vụ án thì tòa sơ thẩm, phúc thẩm xét xử bị cáo Dân về tội dâm ô đối với trẻ em là có căn cứ, đúng pháp luật. Về tình tiết định khung hình phạt, Ủy ban Thẩm phán cấp cao Đà Nẵng cho rằng Dân không phải là thầy giáo trực tiếp dạy bị cáo nên không áp dụng tình tiết định khung tăng nặng về trách nhiệm giáo dục là không đúng pháp luật. Hội đồng xét xử nhất trí với lập luận về trách nhiệm và nhiệm vụ của giáo viên trong ngành giáo dục mà Viện trưởng tối cao, Viện trưởng cấp cao đã phân tích. 
Về hình phạt, Hội đồng xét xử cho rằng Toà án Chư Prông xử phạt 7 tháng tù là không đúng với tính chất, mức độ nguy hiểm của hành vi mà bị cáo đã thực hiện. Việc giảm nhẹ ở bản án phúc thẩm là không đúng vì theo lý lịch cựu chiến binh thì bố của bị cáo không phải là liệt sĩ, áp dụng án treo là không hợp vấn đề xâm hại trẻ em, hoàn toàn nhất trí với Viện trưởng. Do đó, kháng nghị của Viện trưởng là cần thiết.

### Quyết định
Từ những nhận định này, Hội đồng xét xử là năm vị Thẩm phán căn cứ thẩm quyền, chấp nhận kháng nghị của Viện trưởng Lê Minh Trí đối với toàn bộ vụ án, tuyên hủy bản án hình sự sơ thẩm của Toà án nhân dân huyện Chư Prông, bản án hình sự phúc thẩm của Toà án nhân dân tỉnh Gia Lai và quyết định giám đốc thẩm của Toà án nhân dân cấp cao tại Đà Nẵng để xét xử sơ thẩm lại theo đúng quy định của pháp luật ở Tòa án Chư Prông.